# ダニエル・プラニッチ
ダニイェル・プラニッチ（Danijel Pranjić, 1981年12月2日 - ）は、旧ユーゴスラビア出身の元クロアチア代表サッカー選手、サッカー指導者。現役時代のポジションはMF（左サイドハーフ）・DF（左サイドバック）。左サイドならどのポジションもこなす。フリーキックが得意である。

## クラブ経歴

### 初期
NK NAŠK、NKパプク・オラホヴィツァ、NKベリシュチェ、NKオシエクでプレーし、2004年に国内の強豪NKディナモ・ザグレブに移籍した。

### ヘーレンフェーン
2005年7月1日、約50万ユーロでオランダのSCヘーレンフェーンに移籍した。2008-09シーズンは最初の3試合で4得点するなど序盤から好調を維持し、計16得点を記録。2008年11月12日のKNVBカップではハットトリックを達成した。2009年1月31日にはAFCアヤックスを退ける得点を挙げ、2月27日にはPSVアイントホーフェンから勝利するアディショナルタイムのPKを決めた。2009年4月22日の決勝でFCフォレンダムに勝利して優勝した。

### バイエルン
当初はイングランドのリヴァプールFCへ移籍することが噂されていたが、6月4日に移籍金770万ユーロでドイツのバイエルン・ミュンヘンへ移籍した。ヘーレンフェーンが求める移籍金とバイエルンが提示した移籍金が最後まで折り合わず、プラニッチ自身が差額の70万ユーロを支払った。
8月8日、TSG1899ホッフェンハイムとの開幕戦で左サイドバックとしてデビューした。25分にはイヴィツァ・オリッチにマイナス気味のクロスを送って先制点をアシストした。12月のVfLボーフム戦でブンデスリーガ初得点を決めた。2009-10シーズンは左サイドバック、左サイドハーフ、センターハーフなどさまざまなポジションをこなし、準優勝したUEFAチャンピオンズリーグには9試合に出場したが、移籍金に見合った活躍はできず3年間の在籍期間でレギュラー定着はならなかった。

### スポルティングCP
その後も出場機会には恵まれず2012年7月13日、契約満了を機にフリーでポルトガルのスポルティングCPへと移籍した。

### パナシナイコス以後
2013年9月2日、ギリシャのパナシナイコスFCへと移籍した。2016-17シーズンは1.SNLのFCコペルでプレーしたが、クラブは財政問題により降格となり放出された。2017年7月21日、キプロスのアノルトシス・ファマグスタに加入。ここでは代表やギリシャ時代にチームメイトであったゴルドン・シルデンフェルトと再会した。

## 代表経歴
2004年11月16日、アイルランド戦でクロアチア代表デビューした。この試合は0-1で敗れた。
2008年に開催されたEURO2008では、FWエドゥアルドが負傷離脱した穴を埋めるため、本来はトップ下だったが、この大会ではスラヴェン・ビリッチ監督によって左サイドバックに転置された。開幕から2戦（オーストリア、ドイツ戦）に連勝したため、スティペ・プレティコサやルカ・モドリッチといった主力選手もグループリーグ第3戦のポーランド戦はスタメンを外れる中で全4戦にスタメン出場したチームで唯一の選手だった。ドイツ戦ではダリヨ・スルナの先制点をアシストし、ポーランド戦ではイヴァン・クラスニッチの得点をアシストした。この2アシストでグループリーグ1位通過に貢献した。準々決勝では延長戦で1点ずつを挙げた両者はPK戦に縺れ込んだが、PK戦は1-3で敗れた。
しかし2010 FIFAワールドカップ・ヨーロッパ予選以降は、イヴァン・ストリニッチに定位置を奪われる。2011年8月10日のアイルランド戦(0-0)で出番がなかった腹いせにコーチ陣との握手を拒否したことで代表追放の厳罰を受けたが、11月11日のEURO2012予選プレーオフ1stレグ・トルコ戦(3-0)で復帰している。本大会のメンバーに選ばれたが、2012年9月28日にブラジルから帰化したサミールの招集に対し抗議したため通算二度目となる代表追放となった。
盟友ニコ・コヴァチの監督就任や因縁の相手サミールのフェードアウト、さらにはライバルのストリニッチの不調も重なり、2013年11月10日に約1年2か月ぶりとなる代表復帰。2014 FIFAワールドカップ・ヨーロッパ予選のプレーオフ、アイスランドとの2連戦にいずれも先発出場し、2大会ぶりのFIFAワールドカップ出場に貢献した。
2015年3月28日のEURO2016予選、ノルウェー戦で代表初得点を挙げた。

## 代表歴

### 出場大会
- クロアチア代表
  - 2014 FIFAワールドカップ

### 試合数
- 国際Aマッチ 58試合 1得点（2004年-2015年）[6]

| クロアチア代表 | 国際Aマッチ | 国際Aマッチ |
| 年             | 出場        | 得点        |
| -------------- | ----------- | ----------- |
| 2004           | 1           | 0           |
| 2005           | 1           | 0           |
| 2006           | 0           | 0           |
| 2007           | 5           | 0           |
| 2008           | 13          | 0           |
| 2009           | 8           | 0           |
| 2010           | 7           | 0           |
| 2011           | 6           | 0           |
| 2012           | 5           | 0           |
| 2013           | 2           | 0           |
| 2014           | 7           | 0           |
| 2015           | 3           | 1           |
| 通算           | 58          | 1           |

## タイトル
ヘーレンフェーン
- KNVBカップ : 2008-09

バイエルン
- ブンデスリーガ : 2009-10
- DFBポカール : 2009-10
- DFLスーパーカップ : 2010

パナシナイコス
- キペロ・エラーダス : 2014